# 天道站
天道站（日语：／ Tentō eki */?）是位於福岡縣飯塚市天道680番，九州旅客鐵道（JR九州）的筑豐本線（福北豐線）車站。車站編號為JC12。

## 歷史
- 1901年（明治34年）12月9日 - 九州鐵道（第一代）飯塚站至長尾站（即現時桂川站）之間開通，此站啟用[1]。
- 1907年（明治40年）6月1日 - 九州鐵道（第一代）被國有化，成為帝國鐵道廳車站[3][4]。
- 1929年（昭和4年）12月7日 - 筑前內野至原田站之間開通，筑豐本線全線開通。
- 1987年（昭和62年）4月1日 - 伴隨國鐵分割民營化，車站由九州旅客鐵道（JR九州）營運[5][6][7]。
- 2003年（平成15年）3月23日 - 翻新車站大樓[8]。
- 2009年（平成21年）3月1日 - 此站可以使用IC卡「SUGOCA」[9]。
- 2015年（平成27年）3月14日 - 成為無人車站[2]。

## 車站構造
車站是一座地面車站，設有2面2線的相對式月台。此站設有小型混凝土建成的車站大樓。此站設置了簡易型自動售票機。
此站可使用SUGOCA，但是不能購買SUGOCA，只可為SUGOCA增值。
在天道站內博多一方的轉轍器為單面開口轉轍器，因此該處的速度限制為45km/h，博多方向的通過列車會減速通過。
在假日運行的特急「魁皇」5號會在此站進行列車交會，因此作運輸停站。

### 月台
| 月台 | 路線     | 上下行 | 方向           |
| ---- | -------- | ------ | -------------- |
| 1    | 福北豐線 | 上行   | 直方、折尾方向 |
| 2    | 福北豐線 | 下行   | 桂川、博多方向 |

## 使用狀況
在2018年度的1日平均乘車人次為563人。
| 乘車人次變化 | 乘車人次變化 |
| 年度         | 1日平均人次  |
| ------------ | ------------ |
| 2007年       | 488          |
| 2008年       | 479          |
| 2009年       | 501          |
| 2010年       | 512          |
| 2011年       | 541          |
| 2012年       | 540          |
| 2013年       | 551          |
| 2014年       | 534          |
| 2015年       | 541          |
| 2016年       | 537          |
| 2017年       | 548          |
| 2018年       | 563          |

## 車站周邊
在前穗波町被合併前，為該町唯一鐵路車站。前町公所距離此站以南約2公里處。而距離前穗波町公所最近的車站是鄰站飯塚站。
- 福岡銀行天道分店
- 日本郵政天道郵局
- 福岡嘉穗農業協同組合（日语：福岡嘉穂農業協同組合）穗波分所
- 天道神社 - 此站的名稱取自該神社的名稱與當地的地名[1][13]
- 大將陣公園
- 魚佐醫油
- 常樂寺保育園
- 西鐵巴士筑豐（日语：西鉄バス筑豊）天道站巴士站
  - 飯塚巴士總站（日语：飯塚バスターミナル）嘉穗綜合高校、西鐵大隈（日语：西鉄バス筑豊）、嘉穗醫院方向
- 國道200號（日语：国道200号）
- 福岡縣道473號瀨戶飯塚線（日语：福岡県道473号瀬戸飯塚線）

## 相鄰車站
九州旅客鐵道（JR九州）
 福北豐線（筑豐本線）
■快速、■普通
飯塚（JC13）－天道（JC12）－桂川（JC11）

## 注腳
1. 1 2 3 4 5 6 7 8  . 週刊JR全駅・全車両基地 (朝日新聞出版). 2012-09-23, (07): 22 （日语）.
2. 1 2  小原擁(2015年3月7日). “JR九州:無人化、新たに20駅発表”. 毎日新聞 (毎日新聞社)
3. ↑  九州鉄道百年祭実行委員会・百年史編纂部会 (编).  初版. 九州旅客鉄道. 1988: 65 （日语）.
4. ↑  廣岡治哉 『近代日本交通史 明治維新から第二次大戦まで』 法政大學出版局，1987年4月15日。ISBN 978-4588600173
5. ↑  九州鉄道百年祭実行委員会・百年史編纂部会 (编).  初版. 九州旅客鉄道. 1988: 181 （日语）.
6. ↑  『交通年鑑 昭和63年版』 交通協力會，1988年3月。
7. ↑  今村都南雄 『民営化の效果と現実NTTとJR』 中央法規出版，1997年8月。ISBN 978-4805840863
8. ↑  . RAIL FAN (鐵道友之會). 2003-06-01, 50 (6) （日语）.
9. ↑  . 交通新聞 (交通新聞社). 2009-03-03: 1 （日语）.
10. ↑  SUGOCA 利用可能エリア （页面存档备份，存于）（日語） 九州旅客鐵道，截至平成28年3月26日（2016年10月5日參閲）。
11. 1 2   (PDF). 九州旅客鉄道.   [2019-08-05]. （原始内容存档 (PDF)于2019-12-06） （日语）.
12. ↑   (PDF). 九州旅客鉄道.   [2019-06-08]. （原始内容 (PDF)存档于2018-07-17） （日语）.
13. ↑  弓削信夫. . 葦書房. 1993-10-15: 141–143. ISBN 4751205293 （日语）.

## 外部連結
- 天道（車站資訊） - 九州旅客鐵道（日語）